# Cabo Camaleón
El cabo Camaleón (en ucraniano: Мис Хамелеон, en ruso: Мыс Лагерный/Хамелеон) es un cabo de la península de Crimea, cerca de la ciudad de Koktebel. Este cabo separa la Bahía de Koktebel y de Bahía Tijaya, situándose en el centro entre las dos. El nombre de este cabo es debido a la capacidad fenomenal para cambiar de color dependiendo de la hora del día, el tiempo, la posición del sol y las nubes. Es capaz de cambiar su color hasta 20 veces por día.

## Galería

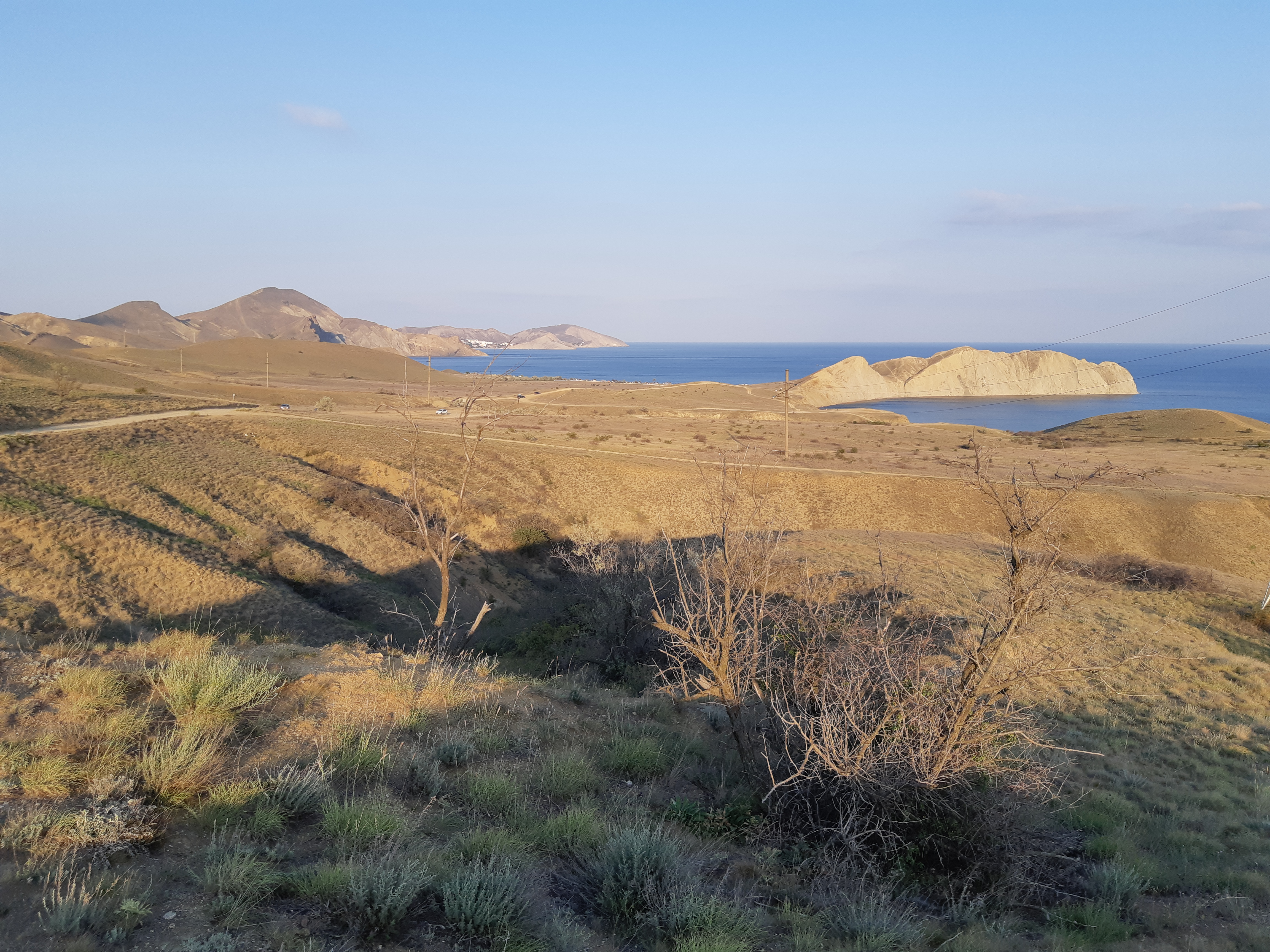
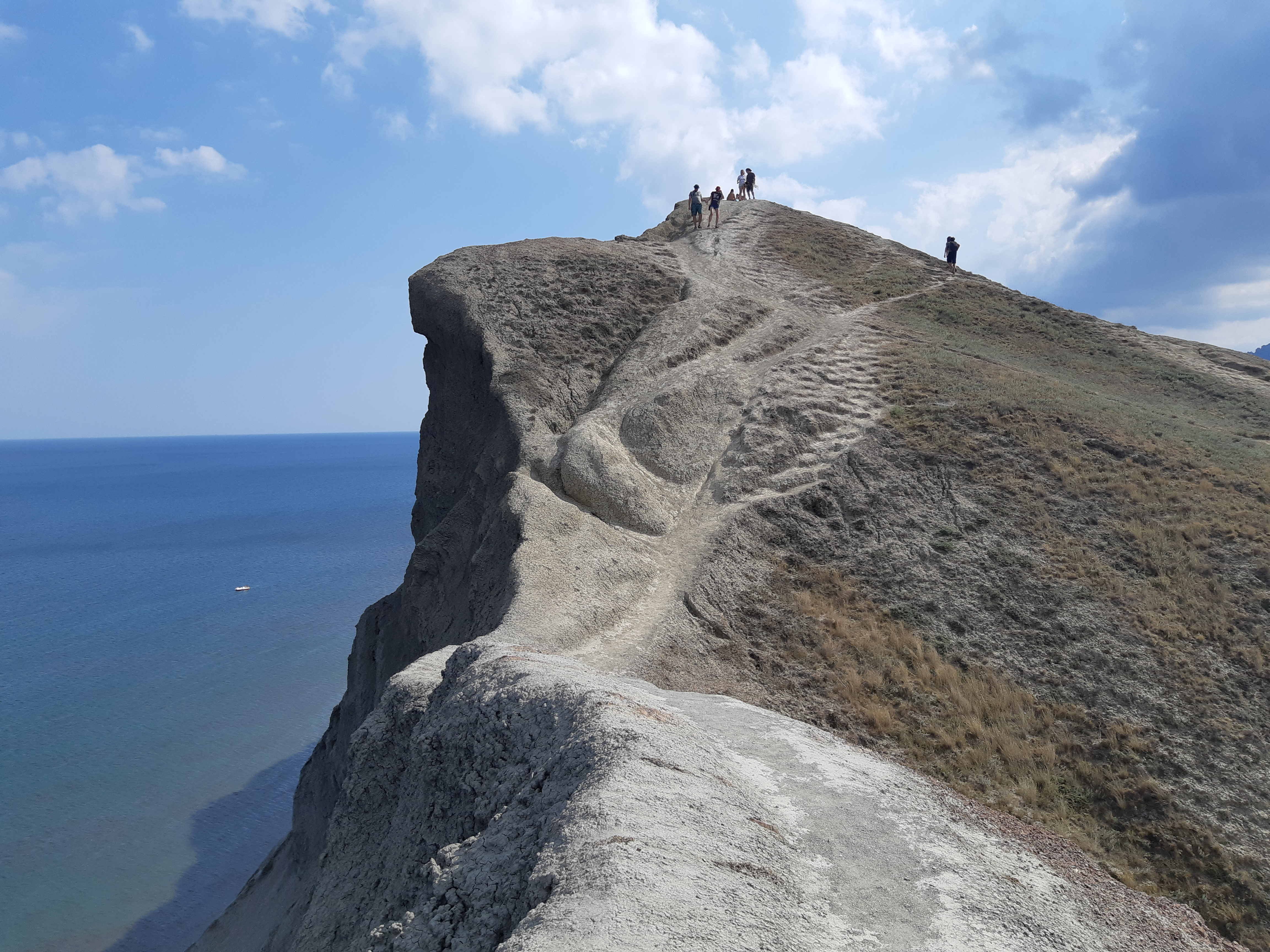
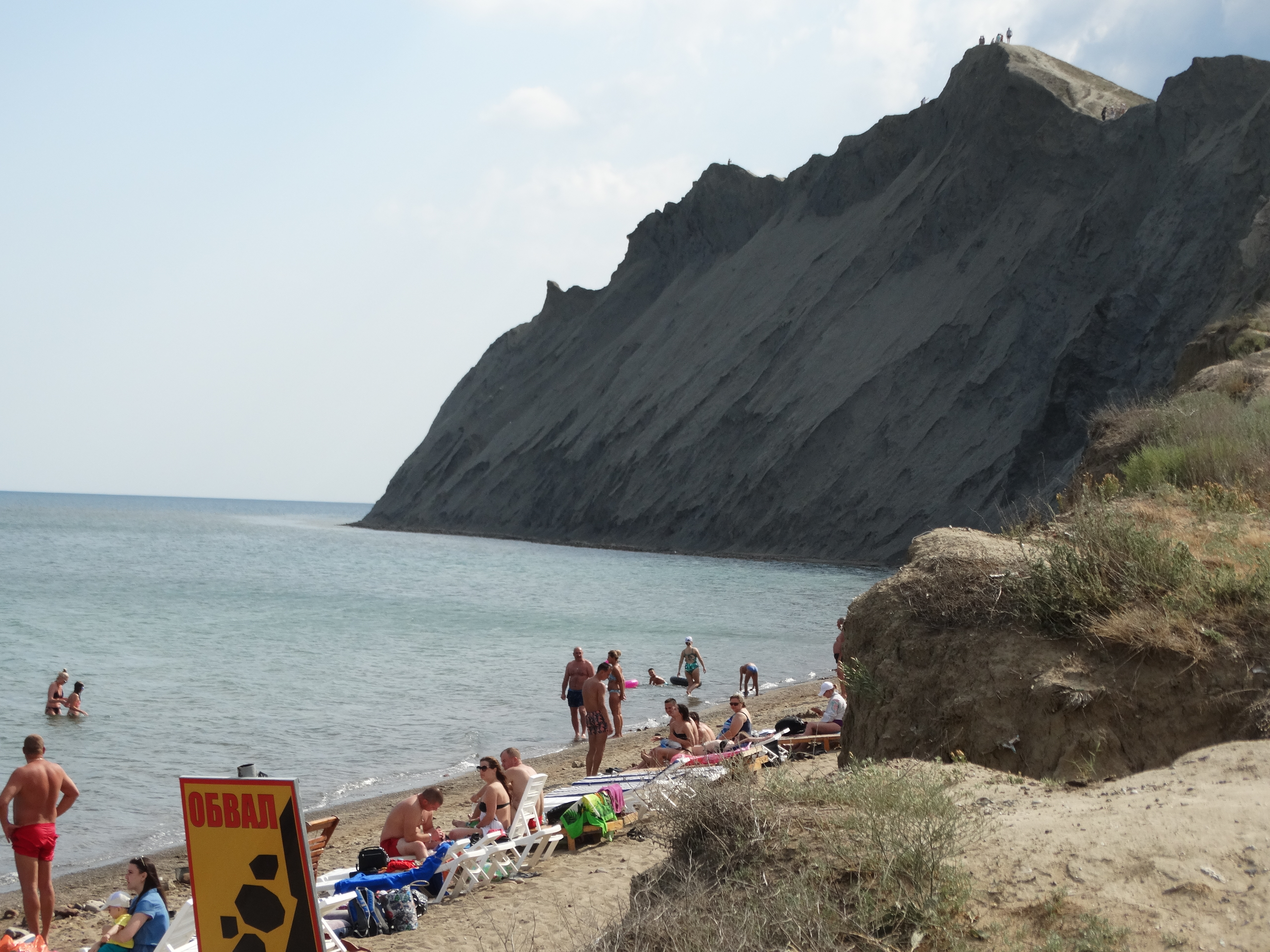
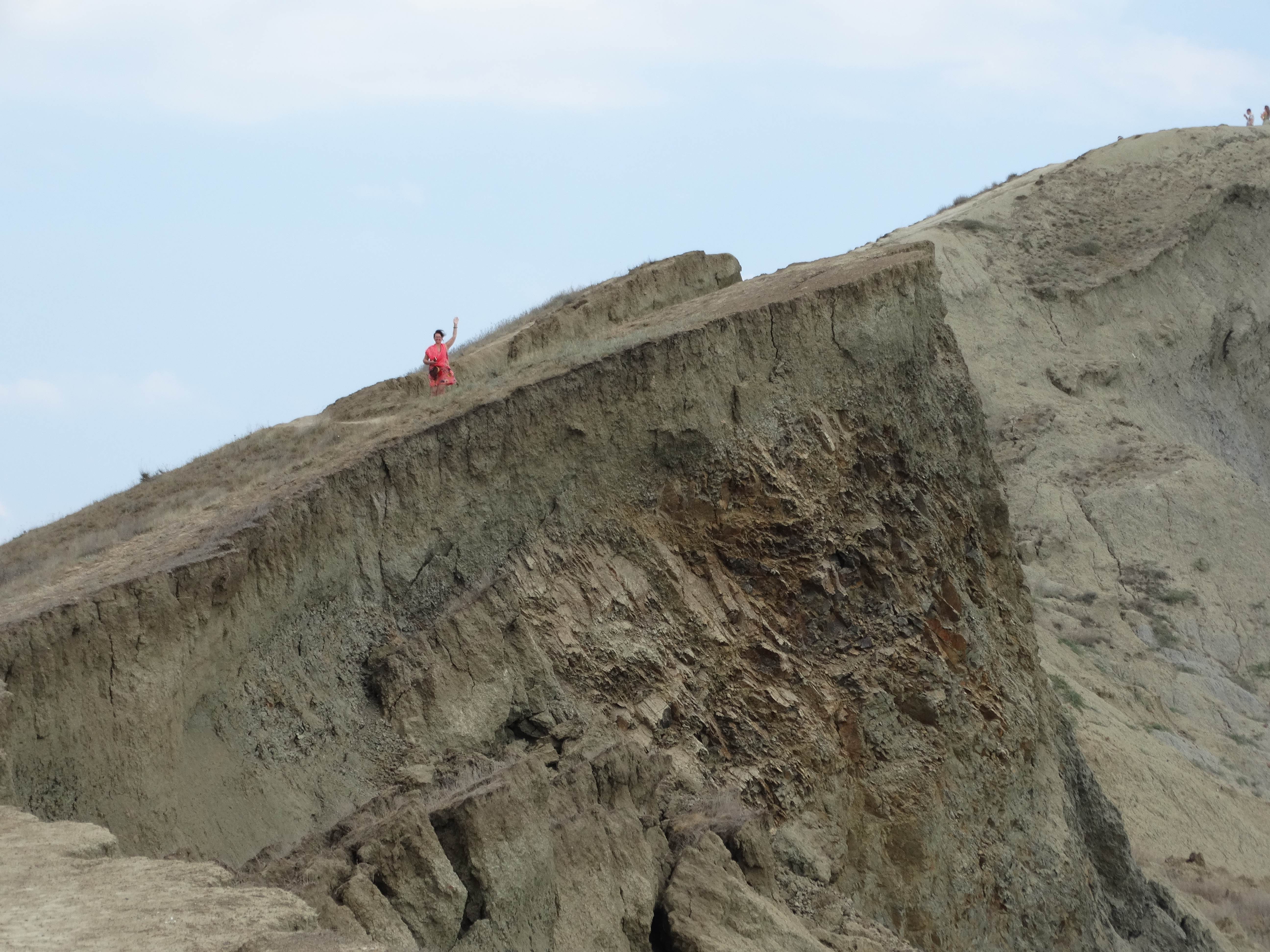
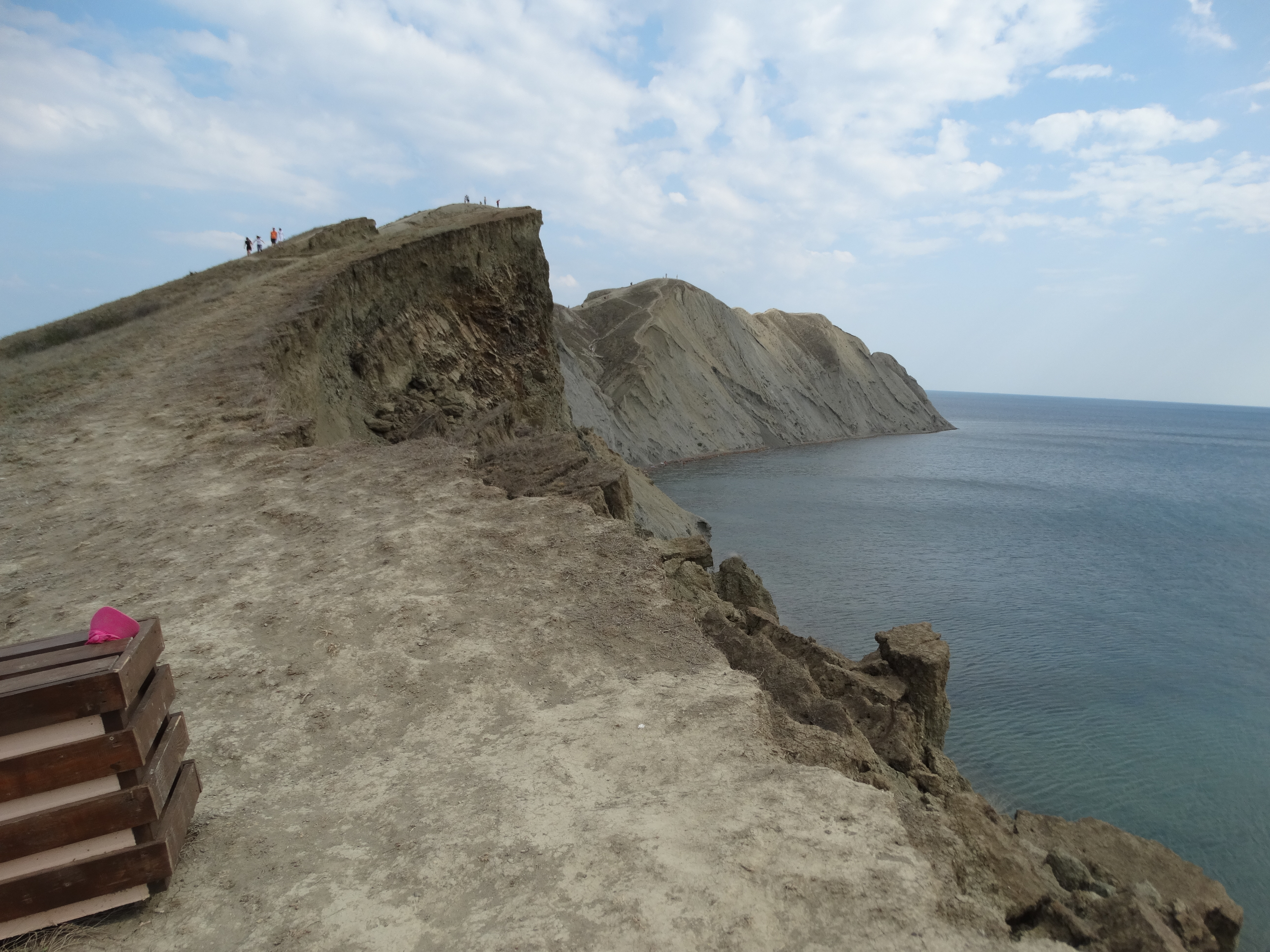